# Schellingstraße (München)
Die Schellingstraße ist eine etwa 1,9 km lange Straße in der Maxvorstadt in München.

## Beschreibung
Sie verläuft von der Ludwigstraße (gegenüber St. Ludwig) bis zur Lothstraße in ost-westlicher Richtung. An ihr liegen u. a. Institute bzw. Hörsaalgebäude (3, 4 und 12) und Cafeteria (3) der Ludwig-Maximilians-Universität München, die Gaststätte Atzinger (9), das Schall & Rauch (22), die TUM School of Education (Technische Universität München) (33), der Schelling-Salon (54), die Osteria Italiana (62), das ehemalige Café Altschwabing (56; seit Juni 2022 Restaurant Mozzamo) sowie das Staatsinstitut für Schulqualität und Bildungsforschung (155). Zahlreiche Gebäude der Straße sind als Baudenkmäler gelistet (5, 7, 9, 17, 19, 21, 23, 26, 28a, 32, 44, 47, 54, 58, 60, 62, 122, 124, 133 und 135), siehe auch: Liste der Baudenkmäler in der Maxvorstadt.

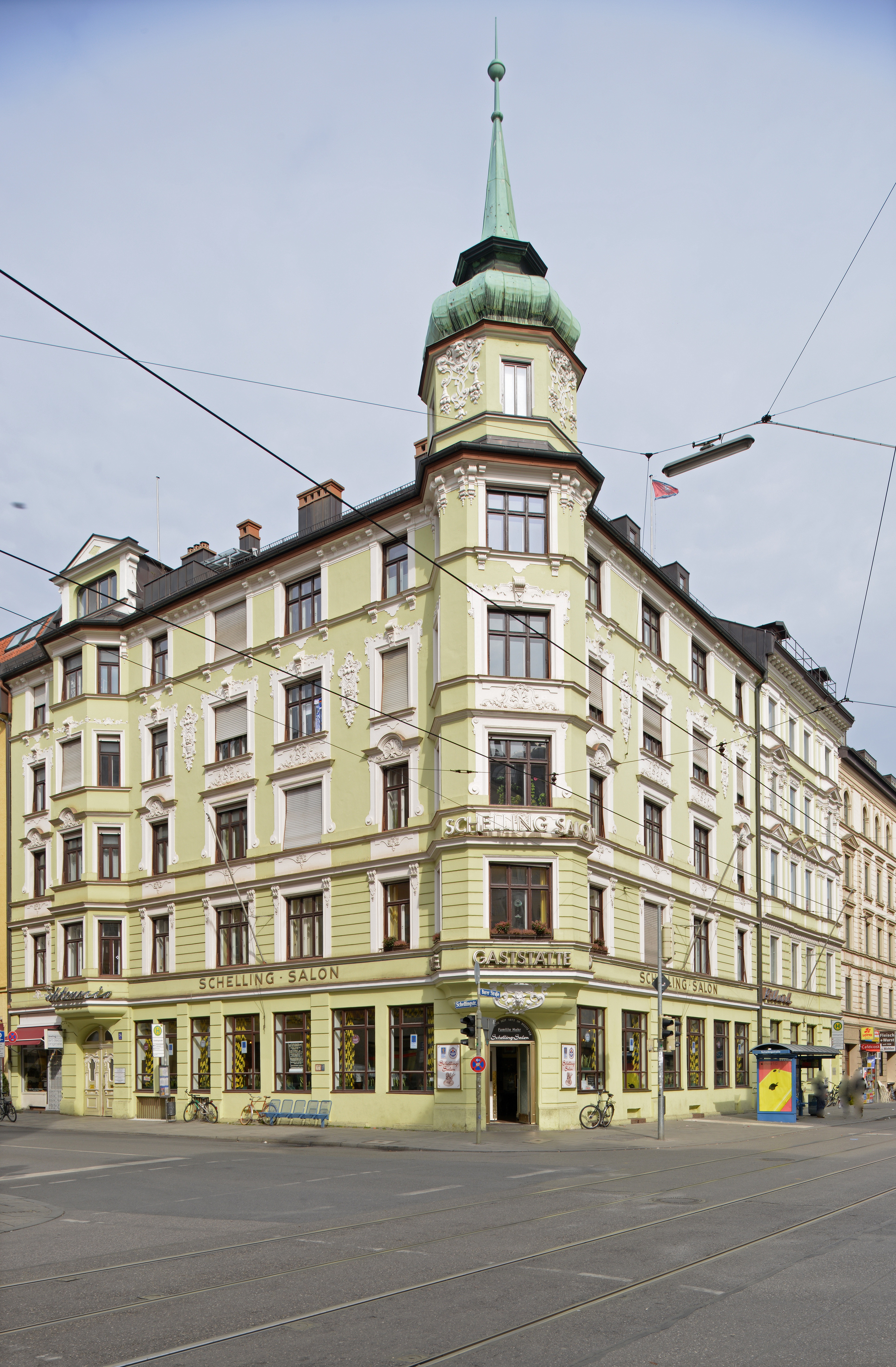
Schellingstraße 54, Schelling-Salon

## Geschichte
Die Straße wurde 1857 nach dem Naturphilosophen Friedrich Wilhelm Schelling (1775–1854; ab 1807 in München Generalsekretär der Akademie der Bildenden Künste, sowie ab 1827 Dozent an der Universität) benannt. 
Um 1900 hatte die Schellingstraße eine Holzpflasterung, die einige Jahre als „der letzte Schrei“ des Straßenbelags galt.
Die Traditionsrestaurants der Straße waren bekannte regelmäßige Treffs für Künstler, Schriftsteller und andere Persönlichkeiten wie: Bertolt Brecht, Wassily Kandinsky, Rainer Maria Rilke, Lenin, Adolf Hitler, Franz Josef Strauß im Schelling-Salon sowie Thomas Mann, Frank Wedekind, Joachim Ringelnatz, Stefan George, Franz Marc, Paul Klee und Lenin im Café Altschwabing.
Im Hinterhof der Schellingstraße 50 befand sich zeitweise die Parteizentrale der NSDAP. Außerdem hatte hier der NS-Fotograf Heinrich Hoffmann sein Atelier.
Das traditionsreiche Buchantiquariat J. Kitzinger, das seit 1892 ein Ladengeschäft im Haus Schellingstraße 25 hatte, zog 2021 in die Amalienstraße um.
Die Schellingstraße gehört zum Uni-Viertel mit zahlreichen Restaurants und Bars. Seit den 2020er-Jahren entstanden dort Spätkauf-Läden. Nach Lärmbeschwerden wurde im August 2025 ein Alkoholverbot ab 22 Uhr eingeführt.